# Grenzübergang Bab al-Hawa
Koordinaten: 36° 13′ 51,6″ N, 36° 41′ 32,3″ O

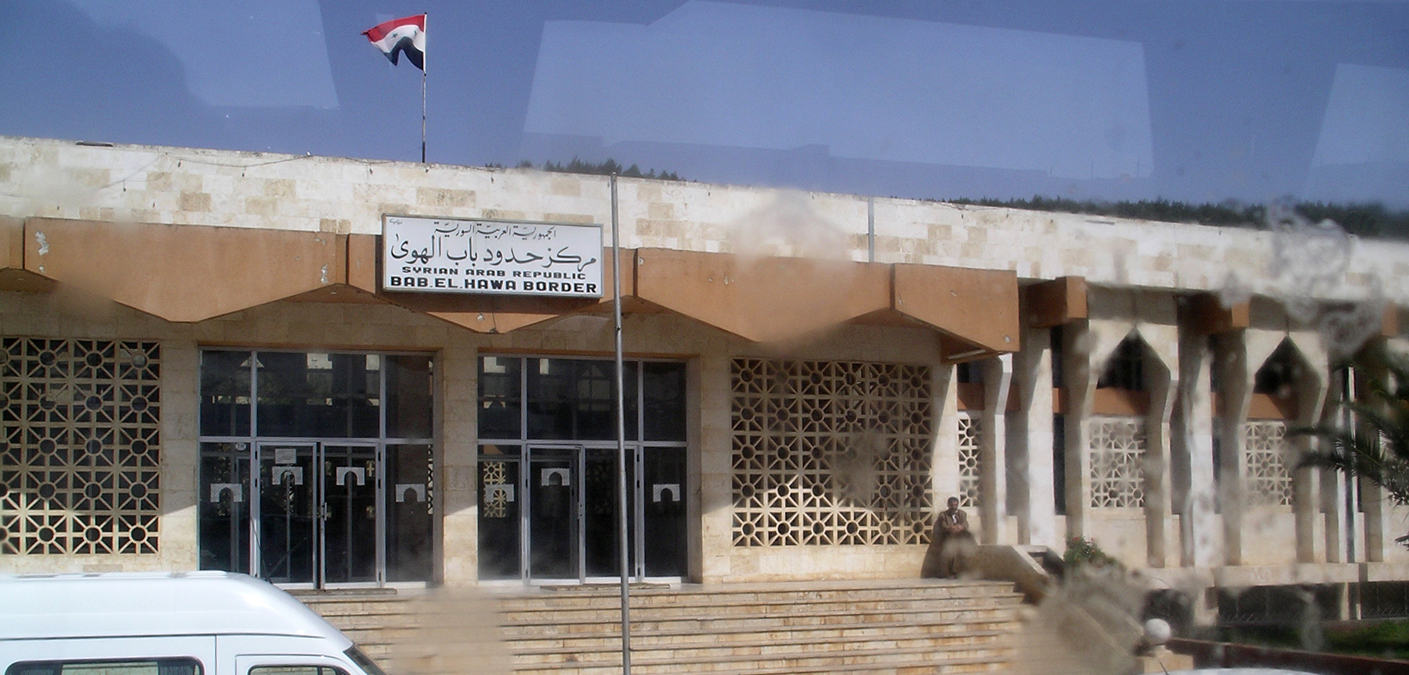
Grenzübergang Bab al-Hawa (März 2006)

Der Grenzübergang Bab al-Hawa (arabisch مركز باب الهوى الحدودي) an der Grenze zwischen Syrien und der Türkei liegt an der Hauptverbindungsstraße (M45 auf syrischer und D827 auf türkischer Seite) von Aleppo nach Antakya. Er gilt als wichtiger Handelsübergang. Die türkische Gegenseite heißt Cilvegözü Sınır Kapısı.

## Lage
Der Grenzübergang liegt wenige Kilometer nördlich des gleichnamigen Dorfes Bab al-Hawa und etwa drei Kilometer nordwestlich von der syrischen Ortschaft Dana entfernt.
In der direkten Umgebung befinden sich mehrere antike Siedlungen aus spätrömischer und frühbyzantinischer Zeit im Gebiet der Toten Städte:
- Dar Qita
- Ba'uda (Dschebel Barisha)
- Deir Turmanin
- Baqirha
- Dehes.

## Geschichte

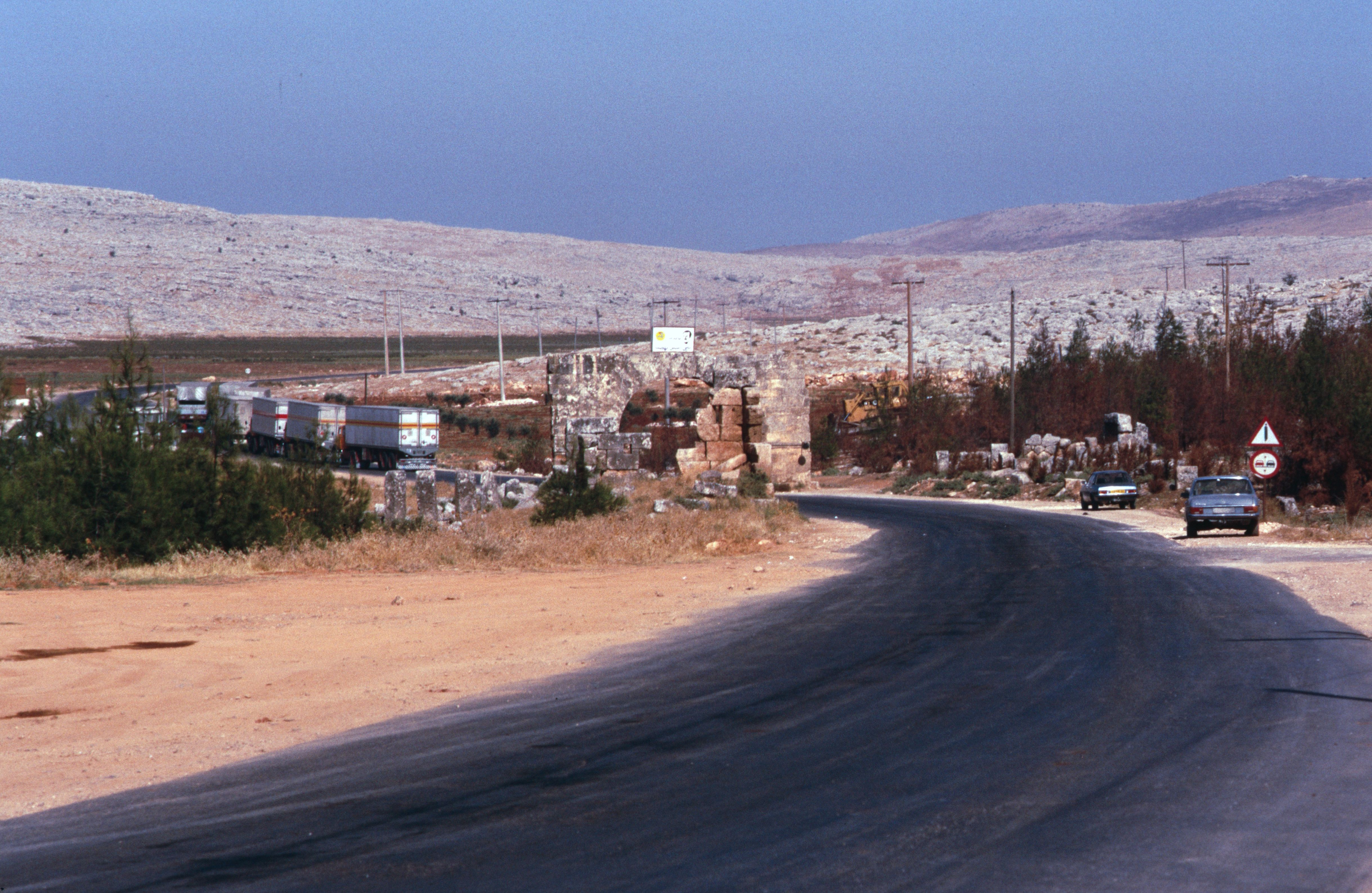
Byzantinischer Triumphbogen kurz vor dem Grenzübergang Bab al-Hawa, 1988

### Im Bürgerkrieg ab 2011
Im Zuge des Bürgerkriegs in Syrien war der Grenzübergang ab dem 10. Juli 2012 Schauplatz von Kämpfen. Die Agence France-Presse (AFP) berichtete von einer Einnahme durch etwa 150 Kämpfer am 20. Juli 2012 nach heftigen Kämpfen. Darunter waren auch Ausländer, die von sich behaupteten, zur al-Qaida im Maghreb (AQMI) zu gehören. Diese seien mit Sturmgewehren, Raketenwerfern und Minen bewaffnet und kämen aus Algerien, Frankreich, Ägypten, Saudi-Arabien, Tunesien, den Vereinigten Arabischen Emiraten und Tschetschenien. Al-Arabija zeigte Bilder von bewaffneten Regierungsgegnern am Übergang.
Der türkische Provinzgouverneur Celalettin Lekesiz beklagte die Zerstörung von neun türkischen Lastwagen in Kämpfen zwischen „unabhängigen Gruppen“ am 20. Juli 2012 und ließ den Grenzübergang von türkischer Seite aus sperren. Der Duty-free-Shop am Grenzübergang, der zu einer Kette von Rami Machluf gehörte, wurde geplündert.
Laut Aussage der Aufständischen fanden sie am 3. Juni 2013 nahe dem Grenzübergang in einem Auto mehr als 400 Kilogramm Sprengstoff. Der türkische Ministerpräsident Recep Tayyip Erdoğan bestätigte die Aussagen.
Am 17. September 2013 explodierte in der Nähe eines Rebellenkontrollpunkts am Grenzübergang eine Autobombe, dabei wurden mindestens sieben Zivilisten getötet und 20 verletzt.
Anhänger der Opposition berichteten von der Explosion von zwei Autobomben am 20. Januar 2014. Dabei sollen mindestens zehn Menschen getötet worden sein. Zunächst bekannte sich keine Gruppe zu dem Anschlag.
Seit dem Juli 2014 wurde der Grenzübergang Bab al-Hawa von der Rebellenorganisation Ahrar al-Scham kontrolliert und verwaltet. Im Juli 2017 unterlagen sie in Idlib nach einer Reihe von Gefechten mit der Haiʾat Tahrir asch-Scham (HTS) und die Reste der Ahrar al-Scham gaben den Grenzübergang auf. Ende 2017 wurde der Übergang nach einer Unterbrechung wieder eröffnet, um Hilfslieferungen nach Idlib zu ermöglichen. Erhobene Zölle sollen für die Verwaltung der Rebellengebiete verwendet werden. Im März 2020 schätzten Analysten, dass auch Schmuggelware für das syrische Regime über Bab al-Hawa aus der Türkei nach Syrien eingeführt wird. Bab al-Hawa war demnach der Grenzübergang, der mit Abstand die meisten Einnahmen generierte. 30 % der Mittel sollen auf Konten der Syrischen Übergangsregierung in der Türkei gehen, der Rest fiele an die türkische Regierung.
Im Juli 2020 geriet Bab al-Hawa in den Fokus des UN-Sicherheitsrates nachdem Deutschland und Belgien eine Resolution eingebracht hatten, nach der über zwei Übergänge Hilfen nach Syrien gebracht werden sollen, Bab al-Salam und Bab al-Hawa. Russische UN-Vertreter lehnten den Vorschlag jedoch ab und bevorzugten dagegen Lieferungen exklusiv über Bab al-Hawa, was wiederum bei den meisten anderen Mitgliedern des Sicherheitsrates zunächst auf Ablehnung stieß, weil ein einzelner Grenzübergang als unzureichend für die Versorgung von 2,8 Millionen Menschen galt. Dennoch wurde der russische Vorschlag schließlich nach zwei gescheiterten Abstimmungen angenommen.